# مری پوپ آزبورن
مری پوپ آزبورن (به انگلیسی: Mary Pope Osborne)،(۲۰ می ۱۹۴۹) نویسنده آمریکایی کتاب کودکان است. او شهرت خود را بیشتر مدیون مجموعه کتاب خانه درختی سحرآمیز است که تا سال ۲۰۱۷ بیش از ۱۳۴ میلیون نسخه از آن در سراسر جهان به فروش رفته‌است.
این مجموعه جوایزی را برای کتاب و نویسنده به ارمغان آورده‌است. آزبورن در دانشگاه کارولینای شمالی در چپل هیل تحصیل کرد. بعد از اتمام تحصیلات مدتی به سفر پرداخت و بعد در نیویورک مستقر شد. او بدون پیشینه‌ای اولین کتاب خود را در سال ۱۹۸۲ منتشر کرد. پیش از آغاز کردن مجموعه خانه درختی سحرآمیز (۱۹۹۲) تعدادی کتاب برای کودکان نوشت. ناتالی پوپ بویس خواهر مری آزبورن تعدادی کتاب‌های کوتاه در همین مجموعه منتشر کرده‌است.

## زندگی
مری آزبورن یک خواهر به نام ناتالی و یک برادر دوقلو به نام بیل و یک برادر جوان‌تر به نام مایکل دارد. پدرش ارتشی بود و به همین سبب خانواده مجبور بودند در شهرهای مختلف ساکن شوند. او دراین باره می‌گوید: «جابجایی هرگز برایش ناراحت‌کننده نبوده‌است، برعکس اقامت در یک محل برایش بسیار دشواراست.» بعد از اینکه پدرش بازنشسته شد، خانواده در شهر کوچکی در کارولینای شمالی مستقر شدند. مری بیشتر اوقات فراغت خود را در تئاتر محلی سپری کرد.